# Фернанду Нелсон
Фернанду Нелсон (порт. Fernando Nélson, нар. 5 листопада 1971, Порту) — португальський футболіст, що грав на позиції захисника.
Виступав, зокрема, за клуби «Спортінг» та «Порту», а також національну збірну Португалії.

## Клубна кар'єра
Розпочав займатись футболом в академії «Порту», але 1987 року опинився у молодіжній команді «Салгейруша». У 1990 році його перевели до складу першої команди. 19 серпня 1990 року він дебютував у португальській Прімейрі в грі проти «Тірсенсе» (1:2). Загалом провів у команді один сезон, взявши участь у 24 матчах чемпіонату.
Своєю грою за цю команду привернув увагу представників тренерського штабу столичного «Спортінга», до складу якого приєднався 1991 року. Відіграв за лісабонський клуб наступні п'ять сезонів своєї ігрової кар'єри. Більшість часу, проведеного у складі «Спортінга», був основним гравцем захисту команди. У 1995 році Нелсон допоміг «левам» завоювати Кубок та Суперкубок Португалії. За п'ять сезонів він взяв участь у 115 матчах чемпіонату.
Протягом 1996—1998 років захищав кольори англійського клубу «Астон Вілла», де був основним гравцем у команді Браяна Літтла, але після його уходу став рідше виходити на поле і незабаром повернувся на батьківщину, уклавши контракт з «Порту», у складі якого провів наступні чотири роки своєї кар'єри гравця. У першому ж сезоні він виборов титул чемпіона Португалії, а у наступних двох ставав з командою володарем національного кубка. Крім того Фернанду з командою тричі сдобував Суперкубок Португалії. Незважаючи на велику кількість трофеїв, захисник рідко виходив на поле і 2002 року перейшов у «Віторію» (Сетубал), з якою за підсумками сезону 2002/03 вилетів з вищого дивізіону.
Завершив ігрову кар'єру у команді четвертого за рівнем дивізіону країни «Ріу-Тінту», за яку виступав протягом 2004—2006 років, після чого став її президентом.

## Виступи за збірні
1991 року у складі юнацької збірної Португалії до 20 років став переможцем домашнього молодіжного чемпіонату світу, але на поле не виходив.
Протягом 1992—1994 років залучався до складу молодіжної збірної Португалії, з якою став срібним призером молодіжного чемпіонату Європи 1994 року у Франції. Всього на молодіжному рівні зіграв у 22 офіційних матчах.
30 червня 1995 року дебютував в офіційних матчах у складі національної збірної Португалії в відбірковому матчі чемпіонату Європи 1996 року проти збірної Латвії (3:2). Протягом кар'єри у національній команді, яка тривала 7 років, провів у її формі 10 матчів.

## Титули і досягнення
- Чемпіон Португалії (1):

«Порту»: 1998–99
- Володар Кубка Португалії (3):

«Спортінг»: 1994–95
«Порту»: 1999–00, 2000–01
- Володар Суперкубка Португалії (4):

«Спортінг»: 1995
«Порту»: 1998, 1999, 2001
- Молодіжний чемпіон світу: 1991

## Особисте життя
Брат-близнюк Нелсона, Албертіну, також був футболістом і захисником.
Нелсон був членом Opus Dei.